# راشد مبارك
راشد مبارك خلفان سالم (مواليد 8 مارس 1999) لاعب كرة قدم إماراتي يجيد اللعب كمهاجم مع نادي العروبة الإماراتي.

## الحياة الشخصية
و هو شقيق اللاعب خالد مبارك .

## مسيرة اللاعب
لعب في نادي حتا ونادي النصر ونادي العروبة.

## روابط خارجية
- راشد مبارك على موقع قاعدة بيانات كرة القدم.إي يو (الإنجليزية)
- راشد مبارك على موقع Soccerway.com (الإنجليزية)